# Liste des lieux historiques nationaux du Canada en Colombie-Britannique
Voici la liste des lieux historiques nationaux du Canada (anglais : National Historic Sites of Canada) situé en Colombie-Britannique. En mars 2011, on compte 93 lieux historiques nationaux en Colombie-Britannique, dont 13 sont administrés par Parcs Canada. De ce nombre, il faut rajouté aussi un site qui a perdu sa désignation.
Les noms des sites correspondent à ceux donnés par la commission des lieux et monuments historiques du Canada, qui peuvent être différents de ceux donnés par le milieu local.

## Lieux historiques nationaux
| Lieu                                                             | Désignation | Municipalité                                           | Description | Photo                                                       |
| ---------------------------------------------------------------- | ----------- | ------------------------------------------------------ | --- | ----------------------------------------------------------- |
| 223, rue Robert                                                  | 1990        | Victoria 48° 25′ 45″ N, 123° 23′ 20″ O                 | Résidence de style Queen Anne (1905) |                                                             |
| Académie St. Ann (en)                                            | 1989        | Victoria 48° 25′ 08″ N, 123° 21′ 49″ O                 | École privée du XIXe siècle pour filles | Académie St. Ann                                            |
| Ancien palais de justice de Vancouver                            | 1981        | Vancouver 49° 16′ 58″ N, 123° 07′ 14″ O                | Imposant palais de justice urbain de style Beaux-Arts (1907-1911) | La Vancouver Art Gallery                                    |
| Ancien palais de justice de Victoria (en)                        | 1981        | Victoria 48° 25′ 34″ N, 123° 22′ 08″ O                 | Premier palais de justice édifié en Colombie-Britannique; architecture Éclectique (1887-1888) |                                                             |
| Arrondissement historique de Gastown                             | 2009        | Vancouver 49° 17′ 05″ N, 123° 06′ 39″ O                | Zone urbaine intacte composée d'édifices commerciaux construits pour la plupart entre 1886 et 1914                                                                                                   | Gastown                                                     |
| Arrondissement historique de Powell River                        | 1995        | Powell River 49° 52′ 21″ N, 124° 32′ 53″ O             | Ville mono-industrielle largement intacte du début du XXe siècle | Vue aérienne de Powell River                                |
| Barkerville                                                      | 1924        | Cariboo C 53° 03′ 57″ N, 121° 31′ 02″ O                | La ruée vers l'or de 1860 a mené au développement économique et politique de la Colombie-Britannique                                                                                                 | Église à Barkerville                                        |
| Begbie Hall (en)                                                 | 1998        | Victoria 48° 25′ 56″ N, 123° 19′ 36″ O                 | Les résidences d'infirmières étaient un élément essentiel de la culture infirmière |                                                             |
| Boat Encampment (en)                                             | 1943        | Columbia-Shuswap A 52° 07′ 00″ N, 118° 26′ 00″ O       | Important point de transbordement sur le fleuve Columbia |                                                             |
| Canyon Kitselas (en)                                             | 1972        | Kitselas (en) 49° 52′ 21″ N, 124° 32′ 53″ O            | Vestiges de deux villages autochtones et pétroglyphes | Canyon Kitselas en 1909                                     |
| Cathédrale catholique St. Andrew's (en)                          | 1990        | Victoria 48° 25′ 32″ N, 123° 21′ 46″ O                 | Excellent exemple du style high victorian gothic de l'apogée victorien (1892) | Cathédrale Saint-André de Victoria                          |
| Chantier naval Britannia                                         | 1991        | Richmond 49° 07′ 16″ N, 123° 10′ 09″ O                 | Chantier naval historique consacré à la construction et à la réparation de navires |                                                             |
| Church of Our Lord (en)                                          | 1990        | Victoria 48° 25′ 14″ N, 123° 21′ 52″ O                 | Bel exemple du style néogothique à la manière Carpenter, côte Ouest |                                                             |
| Cimetière chinois de Harling Point                               | 1994        | Oak Bay 48° 24′ 24″ N, 123° 19′ 23″ O                  | Cimetière chinois canadien doté d'éléments mortuaires d'avant 1950, suit un plan distinct et démontre l'application du «Feng Shui»                                                                   |                                                             |
| Col Kicking Horse                                                | 1971        | Columbia-Shuswap A 51° 27′ 10″ N, 116° 17′ 05″ O       | Franchi par l'expédition Palliser (1857-1860); le Canadien Pacifique l'adopta pour sa route à travers les Rocheuses, 1881 · Patrimoine mondial (1984, Parcs des montagnes Rocheuses canadiennes)     |                                                             |
| Col Rogers                                                       | 1971        | Columbia-Shuswap A 51° 18′ 05″ N, 117° 31′ 12″ O       | Lieu par lequel la voie ferrée du Canadien Pacifique traversait la chaîne Selkirk | Col Rogers                                                  |
| Colline Battle Hill des Gitwangaks (en)                          | 1971        | Kitwanga 55° 07′ 10″ N, 128° 01′ 00″ O                 | Fort des Gitwangaks du XVIIIe siècle (Ta'awdzep), situé en haut d'une colline | Colline Battle                                              |
| Concentrateur des mines Britannia                                | 1987        | Squamish-Lillooet A 49° 38′ 00″ N, 123° 11′ 59″ O      | Importante concentrateur des mines de cuivre exploitées dans les années 1920-30 |                                                             |
| Conserverie North Pacific                                        | 1985        | Port Edward (en) 54° 11′ 40″ N, 130° 13′ 29″ O         | La plus ancienne conserverie de saumons à exister encore sur la côte Ouest (1889) | Conserverie North Pacific                                   |
| Craigdarroch                                                     | 1992        | Victoria 48° 25′ 21″ N, 123° 20′ 37″ O                 | Grande maison en grès empreinte de noblesse ayant appartenu à Robert Dunsmuir (1887-1890) | Château Craigdarroch                                        |
| Domaine du lieutenant-gouverneur de la Colombie-Britannique (en) | 2002        | Victoria 48° 25′ 06″ N, 123° 20′ 33″ O                 | Paysage culturel; lieu de résidence des gouverneurs et lieutenants-gouverneurs de la province | Domaine du lieutenant-gouverneur de la Colombie-Britannique |
| École Craigflower (en)                                           | 1964        | Saanich 48° 27′ 10″ N, 123° 25′ 19″ O                  | La plus ancienne école encore debout de l'Ouest canadien, bâti en 1854-1855 | École Craigflower                                           |
| École de langue japonaise de Vancouver                           | 2019        | Vancouver 49° 16′ 50″ N, 123° 05′ 37″ O                | Plus ancienne école de langue japonaise du pays. |                                                             |
| Édifice Chee Kung Tong                                           | 2008        | Cariboo C 53° 03′ 55″ N, 121° 31′ 07″ O                | Un des rares exemples d'édifices Chee Kung Tong encore présents au Canada; l'endroit d'où la société Chee Kung Tong gouvernait les affaires de la communauté chinoise du district de Cariboo         |                                                             |
| Édifice Malahat / ancien édifice de la douane de Victoria        | 1987        | Victoria 48° 25′ 28″ N, 123° 22′ 12″ O                 | Premier édifice des douanes de Victoria (1873-1876); style Second Empire |                                                             |
| Édifice Rogers                                                   | 1991        | Victoria 48° 25′ 26″ N, 123° 22′ 04″ O                 | Édifice de style Queen Anne abritant un commerce de détail; Rogers' Chocolates (1903) |                                                             |
| Église Christ Church                                             | 1994        | Hope 49° 22′ 52″ N, 121° 26′ 39″ O                     | Bon exemple d'église de style néo-gothique primitif religieux (1861) | Église Christ Church                                        |
| Église Holy Cross (en)                                           | 1981        | Skookumchuck 49° 56′ 13″ N, 122° 24′ 30″ O             | Église de mission, néogothique à la manière Carpenter, œuvre d'artisans salish, 1905-1908 |                                                             |
| Église catholique Saint-Paul                                     | 1980        | Eslha7an (en) 49° 18′ 57″ N, 123° 05′ 17″ O            | Église de mission de style néogothique d'aspect imposant; construite en 1884 |                                                             |
| Fort Alexandria                                                  | 1925        | Alexandria 52° 37′ 48″ N, 122° 26′ 56″ O               | Emplacement d'un poste de la Compagnie du Nord-Ouest, de 1821 jusque dans les années 1860 |                                                             |
| Fort Hope                                                        | 1925        | Hope 49° 22′ 43″ N, 121° 26′ 40″ O                     | Emplacement d'un poste de la Compagnie de la Baie d'Hudson (1848-60) |                                                             |
| Fort Kamloops                                                    | 1924        | Kamloops 50° 40′ 47″ N, 120° 20′ 07″ O                 | Emplacement de postes établis par les Compagnies de la Baie d'Hudson et du Nord-Ouest |                                                             |
| Fort Langley (en)                                                | 1923        | Langley 49° 10′ 05″ N, 122° 34′ 18″ O                  | Poste de la Compagnie de la Baie d'Hudson établi au début du XIXe siècle | Fort Langley                                                |
| Fort McLeod                                                      | 1953        | McLeod Lake 54° 59′ 33″ N, 123° 02′ 23″ O              | Emplacement d'un poste de la Compagnie du Nord-Ouest construit en 1805 |                                                             |
| Fort Rodd Hill                                                   | 1958        | Colwood 48° 25′ 56″ N, 123° 27′ 01″ O                  | Fort érigé à la fin du XIXe siècle pour assurer la défense de Victoria et d'Esquimalt | Fort Rodd Hill                                              |
| Fort St. James                                                   | 1948        | Fort St. James 54° 26′ 06″ N, 124° 15′ 26″ O           | Poste de traite des fourrures établi par Simon Fraser en 1806, la Compagnie de la Baie d'Hudson | FortSt.James-NHS-2008.jpg                                   |
| Fort St-John                                                     | 1958        | Taylor 56° 05′ 40″ N, 120° 38′ 35″ O                   | Emplacement de postes de la Compagnie du Nord-Ouest (1806-1823) |                                                             |
| Fort Steele                                                      | 1925        | East Kootenay C 49° 37′ 00″ N, 115° 38′ 00″ O          | Emplacement de casernes de la Police montée du Nord-Ouest édifiées en 1887 | Fort Steele                                                 |
| Fort Victoria (en)                                               | 1924        | Victoria 48° 25′ 29″ N, 123° 22′ 12″ O                 | |                                                             |
| Hatley Park / ancien collège militaire Royal Roads               | 1995        | Colwood 48° 26′ 03″ N, 123° 28′ 21″ O                  | Un magnifique spécimen canadien d'un parc édouardien, contenant des jardins, dont l'intégrité est presque parfaite                                                                                   | Château Hatley                                              |
| Hôtel de ville de Chilliwack                                     | 1984        | Chilliwack 49° 10′ 08″ N, 121° 57′ 24″ O               | Édifice public en béton de belle apparence construit en 1912 |                                                             |
| Hôtel de ville de Kaslo                                          | 1984        | Kaslo (en) 49° 54′ 38″ N, 116° 54′ 18″ O               | Le plus ancien hôtel de ville de la partie continentale de la Colombie-Britannique (1898) |                                                             |
| Kitwankul                                                        | 1972        | Gitanyow 55° 16′ 00″ N, 128° 04′ 00″ O                 | Village gitksan |                                                             |
| Gulf of Georgia Cannery (en)                                     | 1976        | Richmond 49° 07′ 30″ N, 123° 11′ 12″ O                 | Remarquable usine de transformation du poisson située sur la côte Ouest (1894) | Gulf of Georgia Cannery                                     |
| Hôtel de ville de Victoria                                       | 1977        | Victoria 48° 25′ 42″ N, 123° 21′ 53″ O                 | Le plus vieux hôtel de ville de l'Ouest; style Second Empire (1878-1890) | Hôtel de ville de Victoria                                  |
| Hôtel Empress                                                    | 1981        | Victoria 48° 25′ 19″ N, 123° 22′ 05″ O                 | Célèbre hôtel de style Château édifié par une société ferroviaire (1904-1908) | L'hôtel Empress                                             |
| Installation hydroélectrique de Stave Falls (en)                 | 2004        | Mission                                                | Représente d'une manière excellente la période principale de développement de la technologie hydroélectrique parmi les quelque 160 centrales encore existantes construites un peu partout au Canada  | Intérieur de la centrale de Stave Falls                     |
| Jardins Butchart                                                 | 2004        | Central Saanich 48° 33′ 55″ N, 123° 28′ 10″ O          | Conformément à la vision de Jennie Butchart, les jardins intègrent de façon remarquable trois aspects de l'histoire horticole canadienne                                                             | Jardins Butchart                                            |
| Kootanae House                                                   | 1934        | East Kootenay F 50° 31′ 36″ N, 116° 02′ 44″ O          | Emplacement d'un poste de la Compagnie du Nord-Ouest (1807-1812); ce poste de traite a été le premier à voir le jour dans le bassin du Columbia                                                      |                                                             |
| Maison Binning                                                   | 1998        | West Vancouver 49° 20′ 25″ N, 123° 11′ 48″ O           | L'un des premiers exemples remarquables d'architecture moderne; 1941 | Plaque de la maison Binning                                 |
| Maison-de-la-Point Ellice / Maison-O'Reilly                      | 1966        | Victoria 48° 26′ 10″ N, 123° 22′ 38″ O                 | Maison et jardins anciens d'inspiration pittoresque (1861) |                                                             |
| Maison Emily-Carr                                                | 1964        | Victoria 48° 24′ 50″ N, 123° 22′ 12″ O                 | Maison natale d'Emily Carr; vieille maison à l'italienne de la côte Ouest (1863-1864) | Maison Emily-Carr                                           |
| Manège militaire de la rue Bay                                   | 1989        | Victoria 48° 26′ 07″ N, 123° 21′ 50″ O                 | Manège militaire du genre forteresse qui date de la Première Guerre mondiale, 1914-1915 |                                                             |
| Manoir Craigflower (en)                                          | 1964        | View Royal 48° 27′ 08″ N, 123° 25′ 29″ O               | Bel exemple d'une résidence ayant appartenu à une compagnie de colonisation agricole (1853-1856 ) | Manoir Craigflower                                          |
| Marpole Midden                                                   | 1933        | Vancouver 49° 12′ 19″ N, 123° 08′ 17″ O                | Emplacement d'un tertre mis au jour en 1892 |                                                             |
| Moulin McLean                                                    | 1989        | Alberni-Clayoquot E 49° 18′ 39″ N, 124° 49′ 38″ O      | Ensemble de bâtiments et matériel de scierie (1926-1927) | Moulin McLean                                               |
| Nan Sdins                                                        | 1981        | Skeena-Queen Charlotte E 52° 05′ 42″ N, 131° 13′ 13″ O | Vestiges de longues maisons et de mâts totémiques haïdass · Patrimoine mondial (1981, SGang Gwaay)                                                                                                   | Nan Sdins                                                   |
| Navire à moteur BCP 45                                           | 2005        | Campbell River 49° 59′ 48″ N, 125° 13′ 47″ O           | Mieux préservés des senneurs en bois encore existants, le senneur étant une classe de navires qui a été étroitement liée aux pêches de la côte Ouest.                                                |                                                             |
| Nikkei Internment Memorial Centre (en)                           | 2007        | New Denver 49° 59′ 12″ N, 117° 22′ 31″ O               | Un lien étroit avec un aspect important de l'internement des Canadiens d'origine japonaise pendant la Seconde Guerre mondiale                                                                        |                                                             |
| Observatoire fédéral d'astrophysique                             | 2001        | Saanich 48° 31′ 13″ N, 123° 25′ 05″ O                  | Observatoire de renommée mondiale qui a été le cadre de nombreuses découvertes sur la Voie lactée, grâce à son télescope de 1,83 mètre et à ses spectroscopes                                        | Observatoire fédéral d'astrophysique                        |
| Palais de justice de Rossland                                    | 1980        | Rossland 49° 04′ 38″ N, 117° 47′ 44″ O                 | Palais de justice canadien, un des premiers exemples régionaux (1898-1901) |                                                             |
| Parc Stanley                                                     | 1988        | Vancouver 49° 18′ 13″ N, 123° 08′ 43″ O                | Immense et remarquable parc urbain (vers 1890) |                                                             |
| Passage Metlakatla                                               | 1972        | Skeena-Queen Charlotte A 54° 19′ 27″ N, 130° 27′ 29″ O | Emplacement de villages habités l'hiver par des indiens Tsimshians |                                                             |
| Pemberton Memorial Operating Room                                | 2005        | Victoria 48° 25′ 58″ N, 123° 19′ 39″ O                 | Rares spécimens existants d'installation chirurgicale construite pendant la période de transition qui a vu les hôpitaux passer de l'état d'établissements essentiellement caritatifs à scientifiques |                                                             |
| Phare de Fisgard                                                 | 1958        | Colwood 48° 25′ 49″ N, 123° 26′ 51″ O                  | Premier phare élevé en permanence sur la côte Ouest canadienne (1859-1860) | Phare de Fisgard                                            |
| Phare de Triple Island                                           | 1974        | Skeena-Queen Charlotte A 54° 17′ 41″ N, 130° 52′ 50″ O | Impressionnant phare en béton qui s'éleve dans un endroit isolé (1920) |                                                             |
| Phare de la pointe Atkinson                                      | 1974        | West Vancouver 49° 20′ 05″ N, 123° 15′ 42″ O           | Phare érigé à un endroit stratégique; associé avec la croissance du port de Vancouver (1912) | Phare de la pointe Atkinson                                 |
| Piste Chilkoot                                                   | 1987        | Stikine 59° 45′ 25″ N, 134° 57′ 40″ O                  | Voie qui conduisait aux gisements aurifères du Klondike | Ruine du Stone Crib sur la piste                            |
| Pont Lions Gate                                                  | 2004        | Vancouver 49° 18′ 55″ N, 123° 08′ 18″ O                | Remarquable ouvrage d'ingénierie; une influence déterminante et incontestable sur le développement de Vancouver                                                                                      | Pont Lions Gate                                             |
| Pont suspendu Doukhobor                                          | 1995        | Castlegar 49° 19′ 03″ N, 117° 37′ 47″ O                | Pont construit par les Doukhobors; symbole de la culture doukhobor |                                                             |
| Première traversée de l'Amérique du Nord                         | 1924        | Central Coast A 52° 23′ 00″ N, 127° 28′ 00″ O          | Alexander Mackenzie a atteint le Pacifique en 1793 | Graffiti d'Alexander Mackenzie                              |
| Quartier chinois de Victoria (en)                                | 1995        | Victoria 48° 25′ 46″ N, 123° 22′ 04″ O                 | Le plus vieux quartier chinois encore existant au Canada; doté de groupements cohérents d'édifices historiques                                                                                       | Quartier chinois de Victoria                                |
| Quartier chinois de Vancouver                                    | 2011        | Vancouver 49° 16′ 48″ N, 123° 05′ 58″ O                | L'un des plus vieux quartiers chinois au pays. | Quartier chinois de Vancouver                               |
| Rotonde du chemin de fer Esquimalt and Nanaimo                   | 1992        | Victoria 48° 25′ 48″ N, 123° 22′ 52″ O                 | Vieux bâtiment ferroviaire de la côte Ouest (1913) |                                                             |
| S.S. Moyie                                                       | 1958        | Kaslo (en) 49° 54′ 42″ N, 116° 54′ 08″ O               | Bateau à roue arrière inauguré en 1898, bâtiment restauré | Le Moyie en 2008                                            |
| Salon de thé des chutes Twin                                     | 1992        | Columbia-Shuswap A 51° 32′ 45″ N, 116° 31′ 39″ O       | Maison de thé ancienne de style rustique érigée dans un parc national (1923-1924) · Patrimoine mondial (1984, Parcs des montagnes Rocheuses canadiennes)                                             |                                                             |
| Sentier des esprits de la Similkameen                            | 2007        | Hedley 49° 24′ 07″ N, 120° 15′ 29″ O                   | Les liens qui unissent le monde spirituel et le monde physique le long du « sentier des esprits » parcourant la principale vallée fluviale de son territoire traditionnel                            | Vallée de la Similkameen                                    |
| Site des travaux en terre Weir's (Taylor's) Beach                | 1974        | Metchosin 48° 22′ 55″ N, 123° 32′ 17″ O                | Site pré-contact dans l'île de Vancouver |                                                             |
| Site du sanctuaire du baleinier                                  | 1983        | Yuquot 49° 35′ 29″ N, 126° 37′ 00″ O                   | Endroit où se pratiquait un rituel autochtone; le sanctuaire a été enlevé et est maintenant au American Museum of Natural History depuis 1905.                                                       |                                                             |
| Site indien du village de Yan                                    | 1972        | Skeena-Queen Charlotte D 54° 03′ 49″ N, 132° 14′ 22″ O | Ancien village haïda |                                                             |
| Sites navals d'Esquimalt                                         | 1995        | Esquimalt 48° 25′ 52″ N, 123° 25′ 54″ O                | Arrondissement naval historique composé d'importantes ressources bâties | Base des Forces canadiennes Esquimalt                       |
| Skedans (en)                                                     | 1986        | Skeena-Queen Charlotte E 52° 57′ 52″ N, 131° 36′ 29″ O | Ancien village haïda |                                                             |
| St. Roch                                                         | 1962        | Vancouver 49° 16′ 39″ N, 123° 08′ 50″ O                | Premier bateau à avoir effectué la traversée du Passage du Nord-Ouest d'ouest en est (1928) | Le St. Roch                                                 |
| Synagogue de la congrégation Emanu-el (en)                       | 1979        | Victoria 48° 25′ 39″ N, 123° 21′ 41″ O                 | La plus ancienne synagogue à subsister au Canada; construite en 1863 |                                                             |
| Tanu (en)                                                        | 1986        | Skeena-Queen Charlotte E 53° 01′ 30″ N, 131° 46′ 30″ O | Ancien village haïda |                                                             |
| Temple sikh d'Abbotsford                                         | 2002        | Abbotsford 49° 03′ 03″ N, 122° 18′ 27″ O               | Plus vieux temple sikh existant toujours |                                                             |
| Théâtre Orpheum (en)                                             | 1979        | Vancouver 49° 16′ 48″ N, 123° 07′ 13″ O                | Salle de cinéma richement décorée des années 1920 | Théâtre Orpheum                                             |
| Théâtre Royal (en)                                               | 1987        | Victoria 48° 25′ 24″ N, 123° 21′ 44″ O                 | Théâtre de variétés d'inspiration classique (1913) | Théâtre Royal                                               |
| Théâtre Vogue (en)                                               | 1993        | Vancouver 49° 16′ 47″ N, 123° 07′ 18″ O                | Théâtre dans le style moderne (1941) | Théâtre Vogue                                               |
| Tronçon du Canyon Myra du chemin de fer Kettle Valley (en)       | 2002        | Central Okanagan I 49° 48′ 13″ N, 119° 18′ 39″ O       | Façon remarquablement imaginative et ingénieuse de construire un chemin de fer en terrain montagneux en vue d'un exploit technique exceptionnel                                                      | Pont à chevalet sur le canyon Myra                          |
| Village de New Gold Harbour (en)                                 | 1972        | Skeena-Queen Charlotte D 53° 12′ 45″ N, 132° 02′ 00″ O | Ancien village haïda |                                                             |
| Village et forteresse de Kiix?in                                 | 1999        | Alberni-Clayoquot A 48° 48′ 55″ N, 125° 10′ 30″ O      | Sites archéologiques du village et de la forteresse autochtone comportant des vestiges architecturaux importants                                                                                     |                                                             |
| Village Kiusta                                                   | 1972        | Skeena-Queen Charlotte D 54° 10′ 38″ N, 133° 01′ 31″ O | Ancien village haïda |                                                             |
| Xá:ytem / Hatzic Rock (en)                                       | 1992        | Mission 49° 09′ 07″ N, 122° 15′ 02″ O                  | Groupe d'habitations où vivaient des Stó:lōs |                                                             |
| Yuquot                                                           | 1923        | Yuquot 49° 36′ 00″ N, 126° 37′ 00″ O                   | Centre social, politique et économique du monde des Mowachat-Muchalaht | Église de Yuquot                                            |